# Buster Brown (musicus)
Buster Brown (Cordele, 15 augustus 1911 - New York, 31 januari 1976) was een Amerikaanse blues- en r&b-zanger en mondharmonicaspeler.

## Carrière
Tijdens de jaren 1930 en 1940 speelde Brown in plaatselijke clubs en maakte hij enkele niet-commerciële opnamen. Zijn optreden tijdens het folkfestival in het Fort Valley State Teachers College werd opgenomen voor het folkmuziek archief van de Library of Congress. In 1956 verhuisde hij naar New York, waar hij werd ontdekt door Bobby Robinson, de chef van Fire Records.
In 1959 op bijna 50-jarige leeftijd nam hij Fannie Mae op, waarmee hij de Amerikaanse top 40 (#38) en de r&b-hitlijst (#1) bereikte. De navolgende single Is You Is or Is You Ain't My Baby van Louis Jordan kwam niet in de r&b-hitlijst. Dit lukte echter wel met Sugar Babe (#19). De daaropvolgende opname Crawlin' Kingsnake voor Checker Records in Chicago haalde de hitlijst echter niet meer.
Buster Brown is ook de co-auteur van Doctor Brown, een song die in 1968 werd gecoverd door Fleetwood Mac voor hun album Mr. Wonderful.

## Coverversies van Fannie Mae
- ????: Booker T. & the M.G.'s (jaren 1960)
- 1964: The Righteous Brothers
- 1976: Southside Johnny & the Asbury Jukes
- 1996: The Holmes Brothers
- 1997: Max Merritt & the Meteors
- 1999: Robert Charles
- 2001: Jaco Pastorius
- 2001: Mel Brown & the Homewreckers
- 2001: Big Time Sarah
- 2010: Coco Montoya

## Discografie
- 1961: The New King of the Blues (Collectables Records)
- 1962: Get Down with Buster Brown (Souflec)
- 1974: Something to Say (Mushroom Records)
- 1976: Raise a Ruckus Tonight (Relic Record Productions)
- 1990: The New King of the Blues (Collectables Records)
- 1994: Raise a Ruckus Tonight (Relic)
- 1996: Good News (Charly Records)
- 2000: The Very Best of Buster Brown (Collectables Records)
- 2005: Something to Say (Aztec Music)
- 2015: I'm Going But I'll Be Back 1959-1962 (Jasmine Records)

- Bibsys: 10063736
- Bibliothèque nationale de France: cb140360881 (data)
- International Standard Name Identifier: 0000 0000 3251 4699
- Library of Congress Control Number: n91012750
- MusicBrainz: 5d455b22-6e23-4c0f-9d2a-53bed6fd3b4f
- SNAC: w6t280km
- Virtual International Authority File: 10048534
- WorldCat: E39PBJkhP6YffdcqXmM6tPVBfq